# Ernest Ohemeng
Ernest Ohemeng (sinh ngày 1 tháng 1 năm 1996) là một cầu thủ bóng đá người Ghana thi đấu cho Moreirense F.C..

## Sự nghiệp câu lạc bộ
Anh có màn ra mắt vào ngày 12 tháng 4 năm 2014 trong trận đấu tại Giải bóng đá vô địch quốc gia Bồ Đào Nha trước Olhanense. Rio Ave thất bại 1–2.
Vào ngày 7 tháng 7 năm 2015, Ohemeng cùng đồng đội Emmanuel Boateng chuyển vĩnh viễn sang đội bóng tại Giải bóng đá vô địch quốc gia Bồ Đào Nha Moreirense.